# Imenti Central
Imenti Central är en division i Kenya. Den ligger i den centrala delen av landet, 170 km nordost om huvudstaden Nairobi.